# Полоницькі
Полоницькі (Полоницькі-Шимкови) (рос. Полоницкие) — український старшинський, пізніше дворянський рід.

## Походження
Нащадки Євстафія (Остапа) Полонецького, що  30 березня 1658 року був нобілітовий за вірну службу королем Яном Казиміром. Від 1663 року служив писарем Канівського полку.

## Опис герба
В червоному полі дві стріли і меч в зірку.
Щит увінчаний дворянським нашоломником і короною. Нашоломник: п'ять страусиних пір'їв. Намет на щиті червоний, підкладений сріблом.